# Высочиновка (Харьковская область)
Высочи́новка (укр. Височинівка; с 1952 по 2016 гг. Пролета́рское) — село, Чемужовский сельский совет, Змиёвский район, Харьковская область, Украина.
Код КОАТУУ — 6321786505. Население по переписи 2001 года составляет 584 (275/309 м/ж) человека.

## Географическое положение
Село Высочиновка находится на правом берегу реки Мжа в месте впадения в неё реки Ольшанка (правый берег); 
выше по течению и на противоположном берегу реки Ольшанка расположено село Водяховка,
ниже по течению Мжи на расстоянии трёх км — город Змиёв,
на противоположном берегу Мжи — село Чемужовка.
Через село проходит автомобильная дорога Т-2112.
К селу примыкает лесной массив (сосна), в котором располагается больница.

## История
- Согласно данным археологии, первые поселения возникли здесь ещё во времена неолита. Неподалёку от села, на правом берегу Мжи, было найдено многослойное поселение, относящееся к эпохе неолита, а также к катакомбной, срубной, бондарихинской и черняховской археологической культуре. По своей типологии археологические находки неолита относятся к культуре ямочно-гребенчатой керамики[4].
- В «Описании Харьковского наместничества конца XVIII века» перечислены владетельские земли Балаклейского комиссариата. Среди названий приведенных сёл есть и Высочиновка, принадлежавшая коллежскому асессору Ковалевскому и подпрапорному Высочину[5]. Именно по этому у села и возникла такое название — Высочиновка. Дата основания - 1704 год[1].
- Андрей Фёдорович Ковалевский (1840—1901) в своём Высочиновском имении основал мужскую монашескую обитель. В 1886 году постановлением Священного Синода на основе обители создан мужской Высочиновский Казанский монастырь[6].
- После административно-территориальной реформы 1836 года село Высочиновка относилось к Змиевскому уезду Харьковской губернии.
- В 1940 году, перед ВОВ, в Пролетарском были 117 дворов, православная церковь, кирпичный завод и сельсовет.
- 1952 — село официально переименовано в село Пролетарское в честь рабочего класса (пролетариата).
- 2016 — возвращено историческое название Высочиновка.

## Экономика
- Молочно-товарная ферма.

## Объекты социальной сферы
- Школа І-ІІ ст.
- Клуб.

## Достопримечательности
- Братская могила советских воинов.

## Религия
- Свято-Архангело-Михайловский храм.
- Высочиновская икона Божией матери.